# Hydraena bicolorata
Hydraena bicolorata är en skalbaggsart som beskrevs av Manfred A. Jäch 1997. Hydraena bicolorata ingår i släktet Hydraena och familjen vattenbrynsbaggar. Inga underarter finns listade i Catalogue of Life.